# Fritz Manteuffel
Fritz Manteuffel  (11 de enero de 1875 - 21 de abril de 1941) fue un gimnasta alemán. Compitió en los Juegos Olímpicos de Atenas de 1896.
Manteuffel ganó dos medallas de oro en las competencias por equipos, como parte del equipo alemán, en Barras paralelas y Barra fija. Tuvo poco éxito en las pruebas individuales, participando en Barras paralelas, Salto de potro, Barra fija y Potros con anillos, sin obtener medallas en ninguno de esos eventos.